# 勞特阿赫

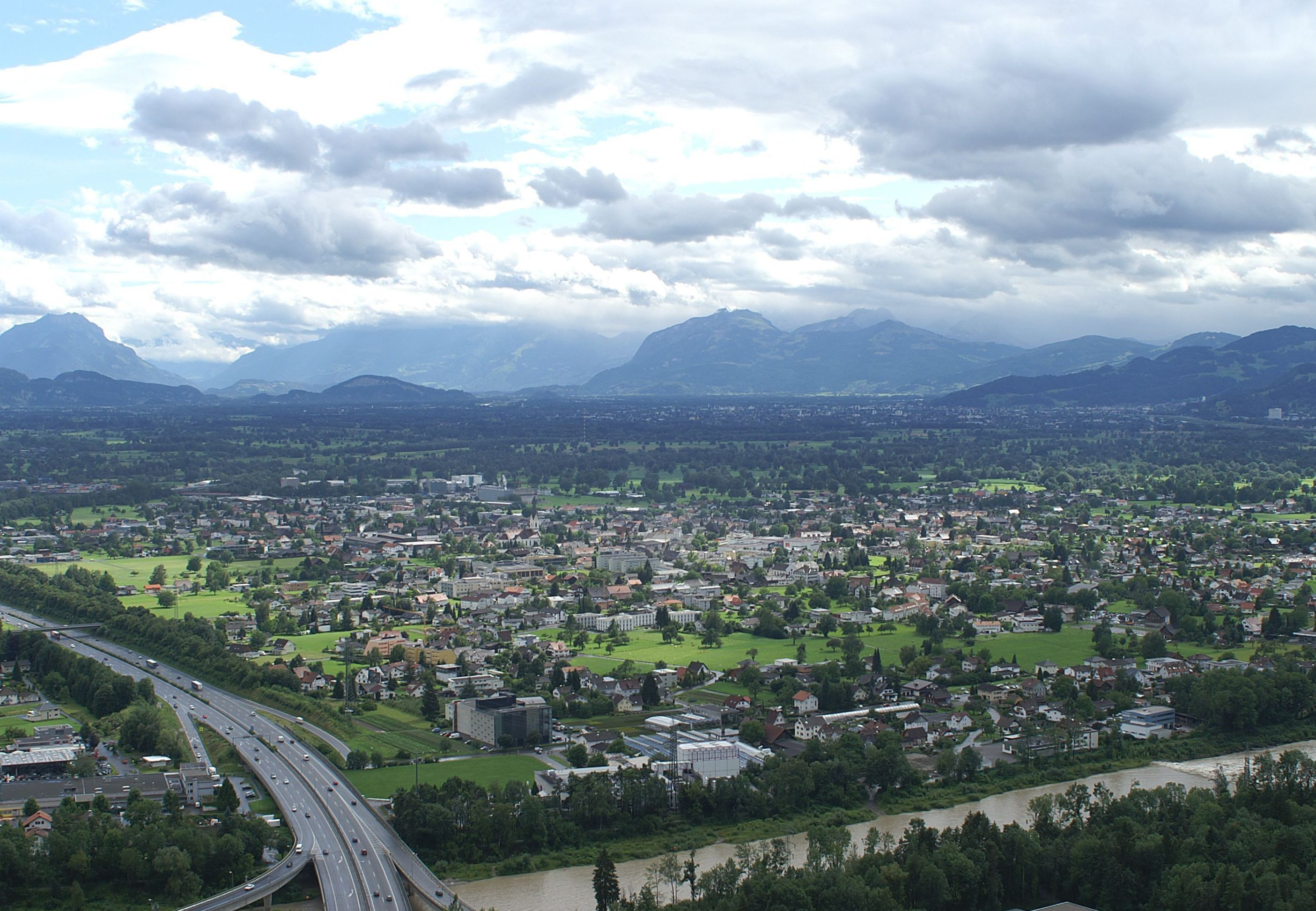

勞特阿赫是奧地利的城鎮，位於該國西部波登湖以南，由福拉爾貝格州負責管轄，面積11.92平方公里，海拔高度412米，主要經濟活動是農業，2012年人口9,612。

## 外部連結
- 官方網站 （页面存档备份，存于）（德文）